# Valmalenco
La Valmalenco è una valle laterale della Valtellina in provincia di Sondrio (Lombardia). La valle inizia dal ponte del Valdone, poco sopra la città di Sondrio, e si dirige a nord verso il Pizzo Bernina per una lunghezza nel fondovalle di circa 15 km. È attraversata dal torrente Mallero.

## Origine del nome
Secondo alcuni storici il nome deriverebbe dal celtico Mal-en-ga tradotte letteralmente in testa stretta dall'acqua, oppure da altre lingue pre-romane (Camuno e/o Retico) e significherebbe fiume del monte Mall-anko ed infine, quella più recente di origine medioevale, da Val Malenga, valle del male per essere circondata da spaventevoli montagne.

## Geografia fisica

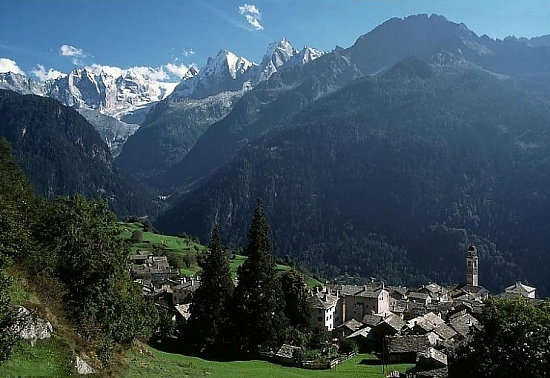
Monti della Val Bregaglia

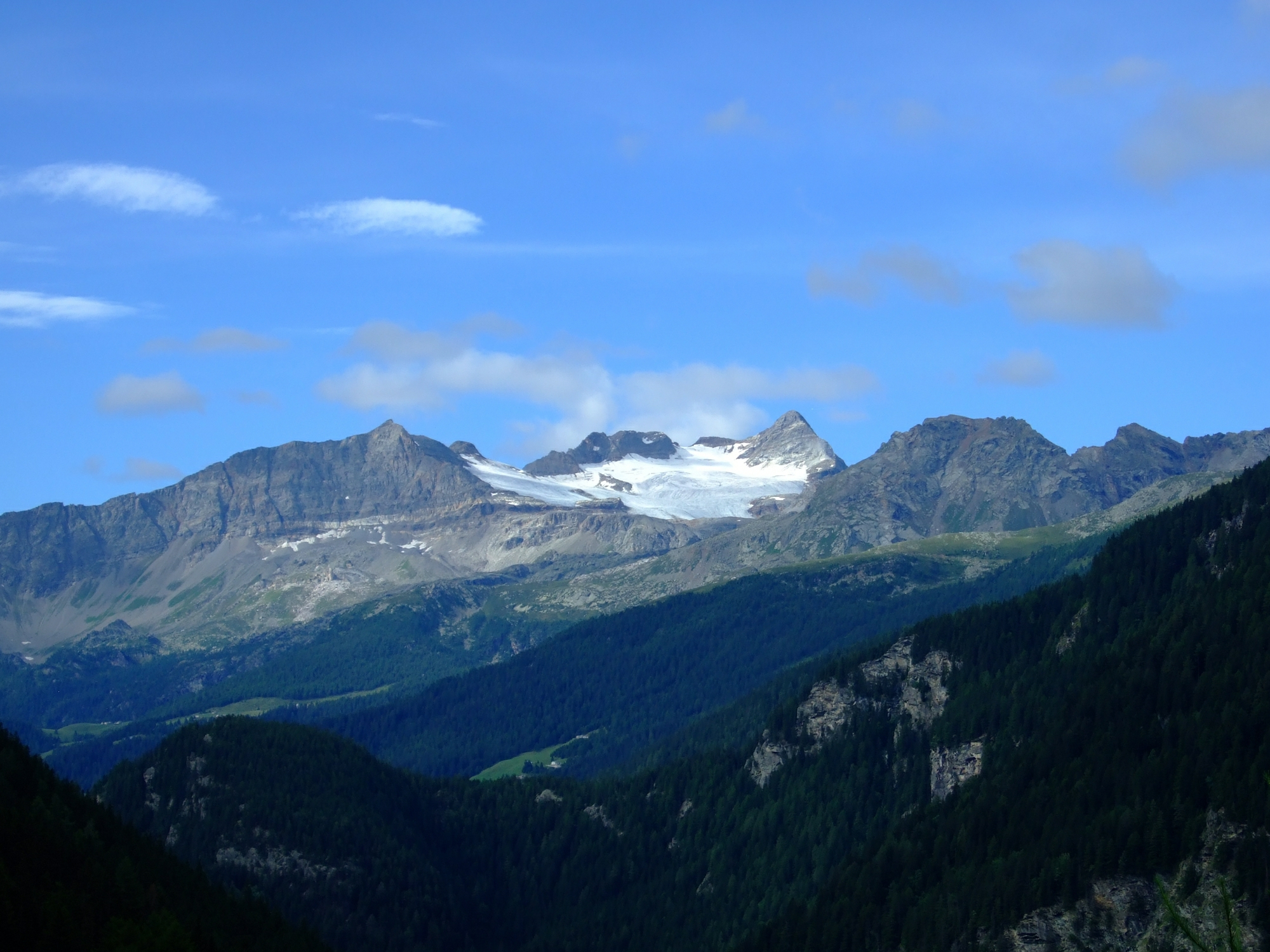
Gruppo dello Scalino

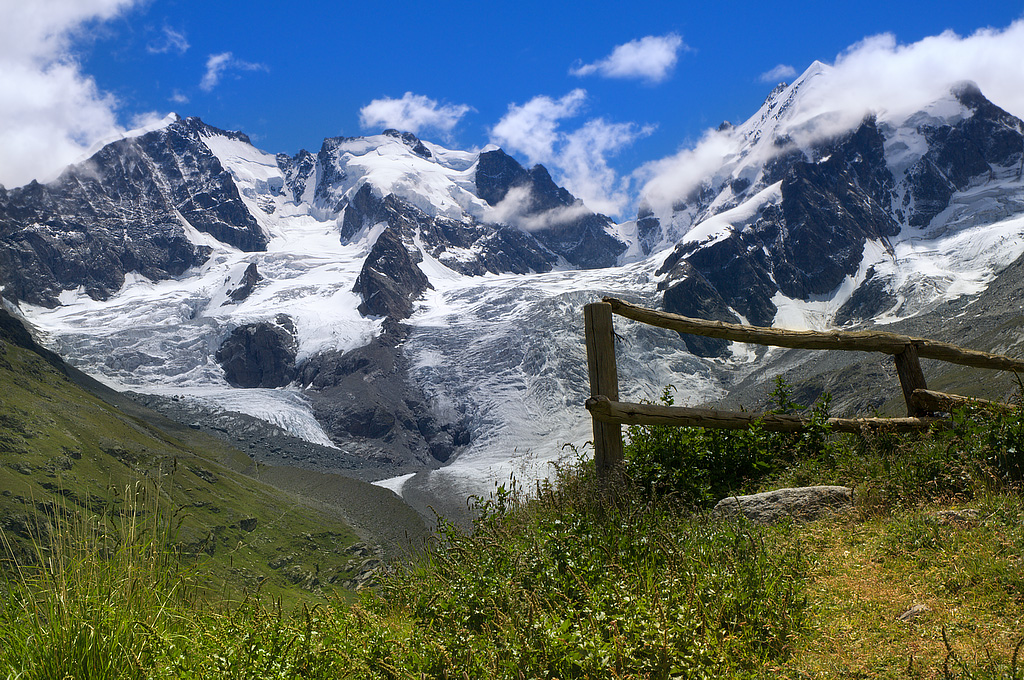
Massiccio del Bernina dove si trova la cima più alta della Lombardia: Punta Perrucchetti

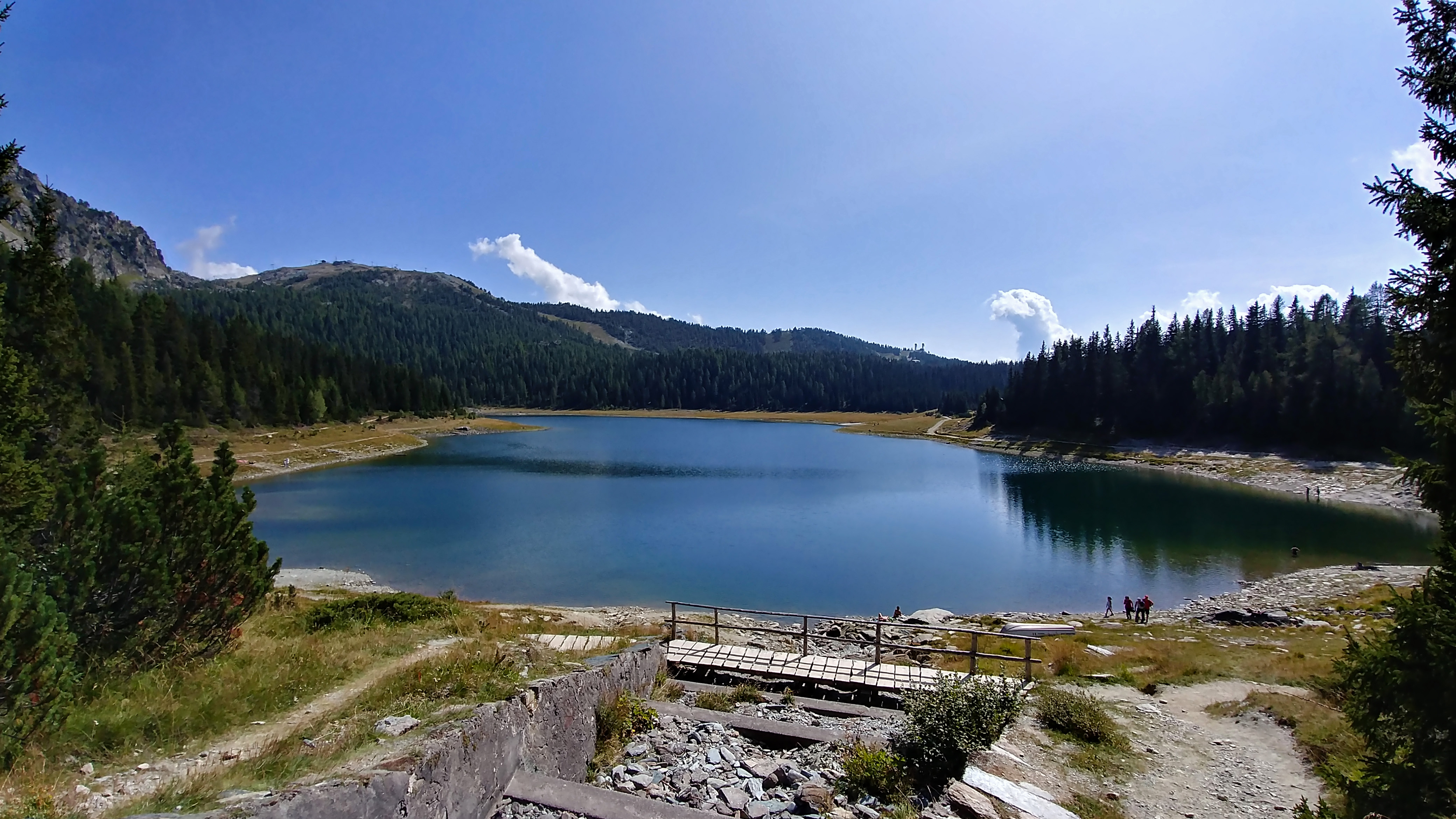
Lago Palù

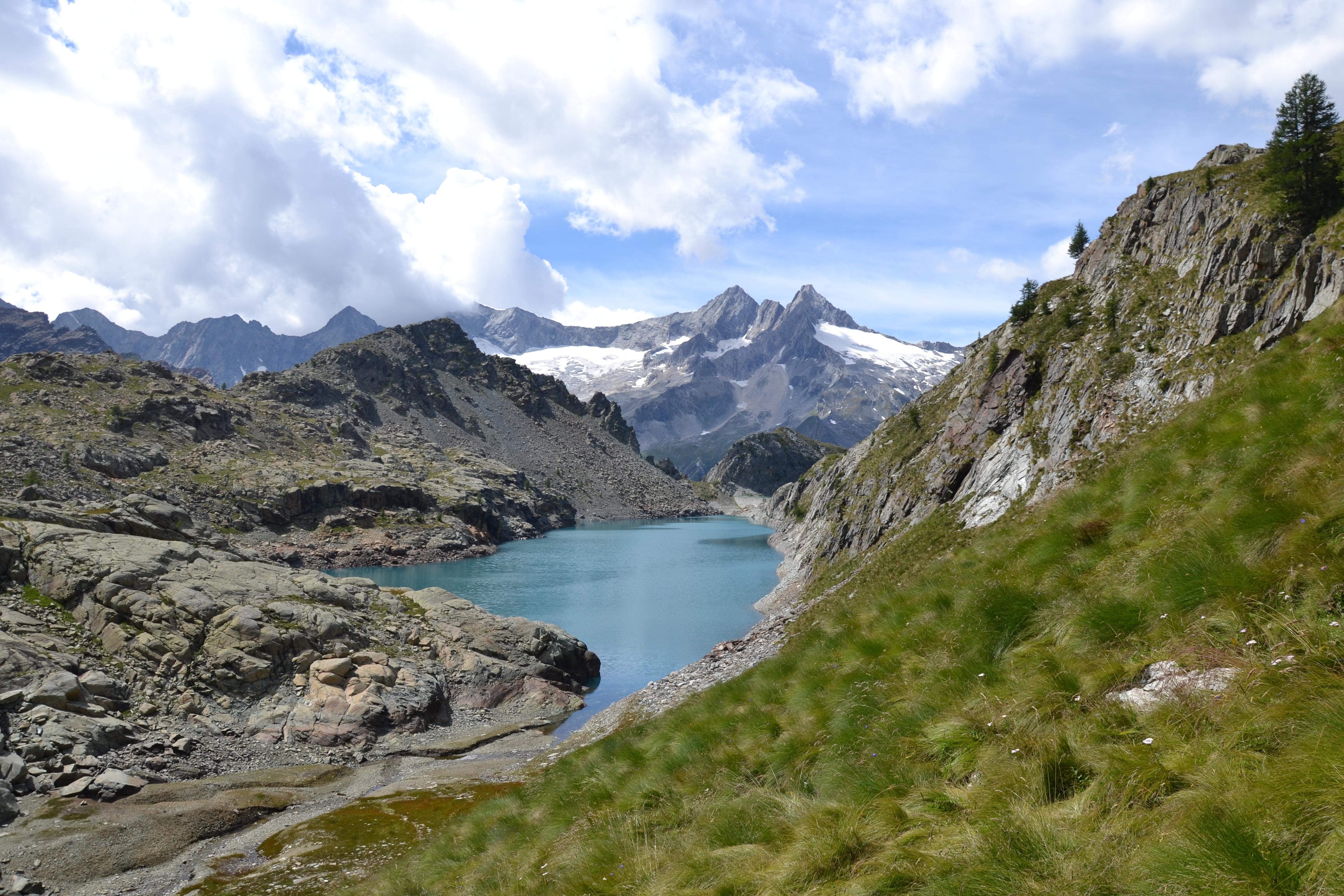
Lago Pirola

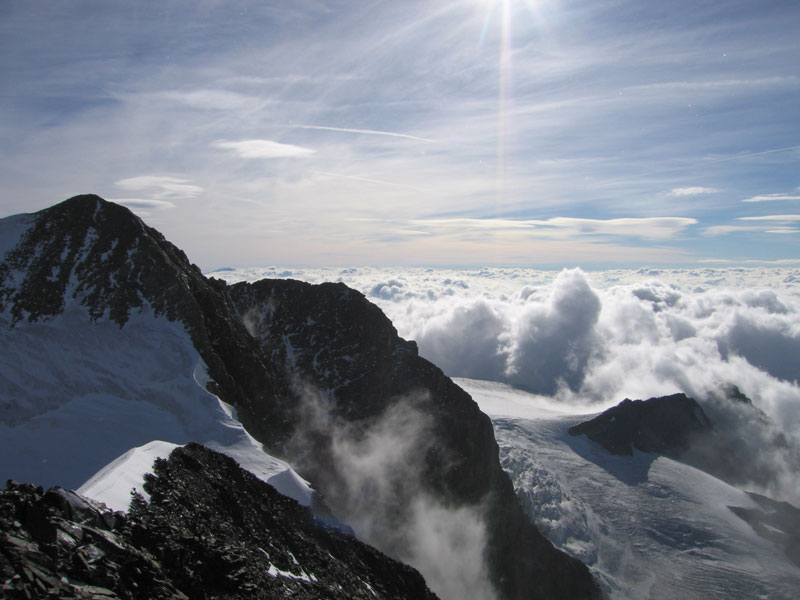
Pizzo Zupò, la montagna più alta della Lombardia

La Valmalenco si incunea nelle Alpi Retiche occidentali; più precisamente divide in due le Alpi del Bernina lasciando a ovest i Monti della Val Bregaglia e a est il Gruppo dello Scalino e il Massiccio del Bernina.

### Morfologia

#### Monti
I monti principali che contornano la valle, comprese le valli laterali, sono:
- Pizzo Bernina - 4049 m
- Punta Perrucchetti - 4020 m
- Pizzo Zupò - 3996 m
- pizzo Argient - 3945 m
- Piz Roseg - 3937 m
- cresta Aguzza - 3869 m
- Monte Disgrazia - 3678 m
- Piz Glüschaint - 3594 m
- Pizzo Malenco - 3438 m
- Pizzo delle Tre Mogge - 3341 m
- Cima di Rosso - 3369 m
- Piz Fora 3363 m
- Sassa d'Entova - 3329 m
- Pizzo Scalino - 3323 m
- Pizzo Cassandra - 3226 m
- Monte del Forno - 3214 m
- Punta Marinelli - 3182 m
- Vetta di Ron - 3137 m
- Sasso Moro - 3108 m
- Pizzo Canciano - 3103 m
- Cima Fontana - 3070 m
- Sasso Nero - 2921 m
- Monte delle Forbici - 2910 m
- Monte Spondascia - 2865 m
- Corno Campascio - 2808 m
- Cima di Campagneda - 2789 m
- Monte Cavaglia - 2731 m
- Monte Palino - 2686 m
- Monte Canale - 2531 m
- Sasso Bianco - 2496 m
- Monte Foppa - 2463 m
- Monte Arcoglio - 2419 m

#### Passi
Tra i passi abbiamo:
- Passo Ventina - 2675 m
- Passo Confinale - 2654 m
- Passo di Campagneda -2626 m
- Passo del Muretto - 2562 m
- Passo d'Ur - 2514 m
- Passo di Canciano - 2464 m

### Idrografia

#### Torrenti
La valle è percorsa dal torrente Mallero che a Sondrio si getta nel fiume Adda. I torrenti che si gettano nel letto del Mallero sono: Ventina, Sissone, Vazzeda, Valbona, Pirola, Lagazzuolo, Nevasco, Forasco, Braciasco, Paluetto, Rovinaio, Sassersa e Giumellini, infine da Valbrutta il Lanterna, alimentato dai torrenti Scerscen, Cormor, Largone, Acquanegra e Pallino. A Torre Santa Maria confluiscono nel Mallero il Torreggio, lo Sfrisigaro, il Valdone e l'Antognasco.

#### Laghi
Tra i laghi abbiamo: Lago di Arcoglio, Laghi di Campagneda, Lago di Campo Moro,  Lago di Cassandra,  Lago d'Entova, Lago Lagazzuolo, lago Palù Lago Pirola, Laghi di Sassersa e Lago di Zana.

## Storia

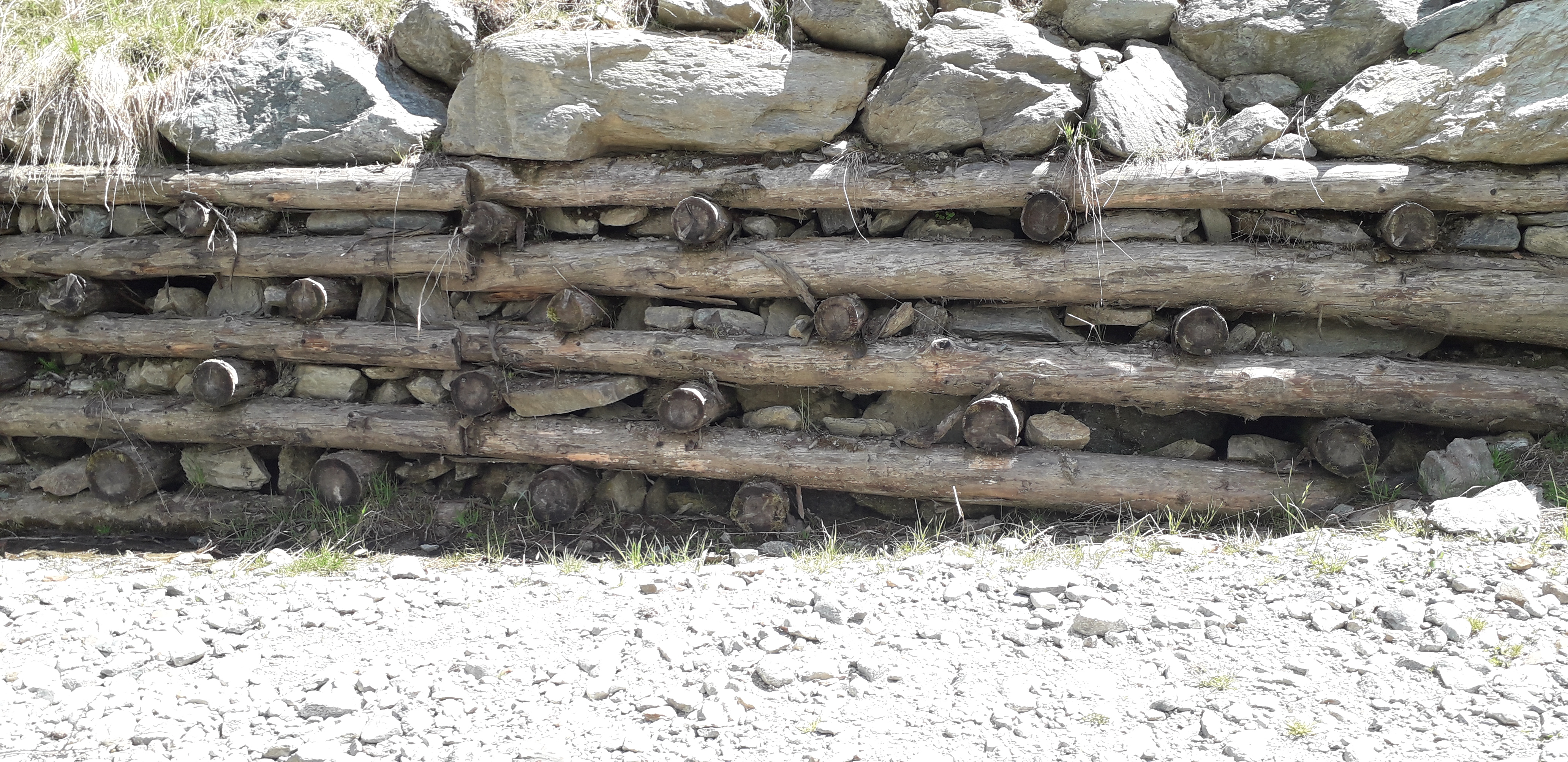
Palificata in Valmalenco

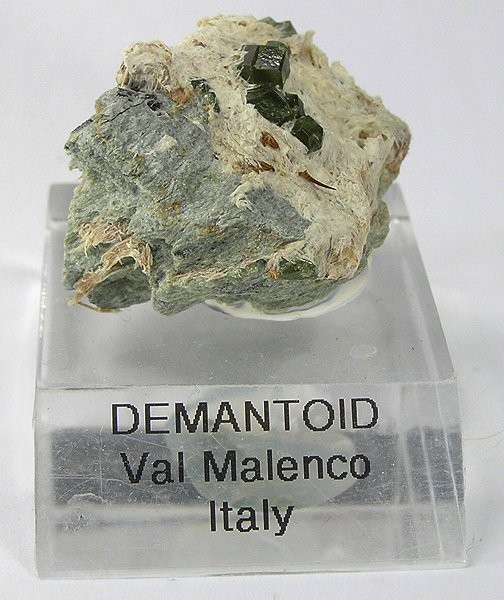
Andradite

### Età antica
Nel 250 d.C. i romani entrano in Valmalenco, intuendone l'importanza strategica e progettano la costruzione di una strada carovaniera che attraverso il passo del Muretto raggiunge Coira nel cuore della Rezia.

### Medioevo
Dal VI al XI secolo si sviluppano le attività estrattive di minerali per pietre ornamentali, quali la pietra ollare e il serpentino scisto, che permangono come attività economica fino ad oggi.
Questo farà si che la Val di bachét, per la produzione di fascine di legno e sostegni per viticoltura diventi la Val di sàss, per le cave di minerali tra cui il Dorato Valmalenco.
Tra il XIV e il XV secolo la Valmalenco affronta uno dei periodi più difficili della sua storia, diviene teatro di molte catastrofi quali alluvioni, terremoti, frane, intervallati da fenomeni di siccità e gelate che culminano nel 1630, con l'epidemia di peste, che causa moltissime morti decimando paesi e frazioni.

### Età moderna
La dominazione svizzera dei Grigioni tra 1512 e 1797 contraddistinta da tensioni religiose tra protestanti e cattolici, soprattutto dopo il Concilio di Trento e nel corso del XVIII secolo, fa comunque rinascere la via carovaniera attraverso i passi settentrionali.
Ai Grigioni segue nel 1797 la dominazione napoleonica e dal 1815 in maniera definitiva gli Austriaci, che istituiscono le prime scuole pubbliche e pongono le dogane nei passi a nord confinanti con la Svizzera.

### Età contemporanea

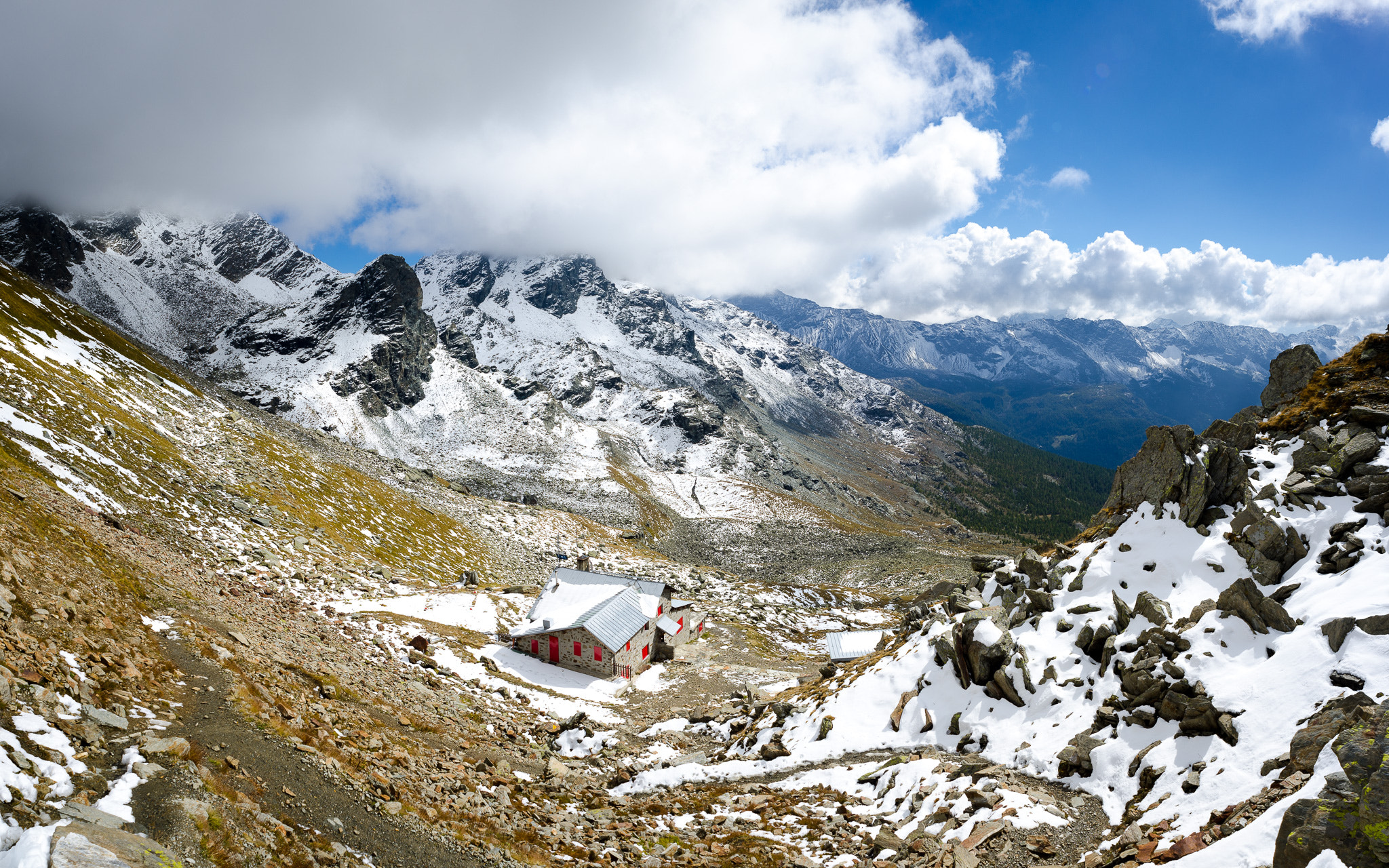
Rifugio Carate Brianza

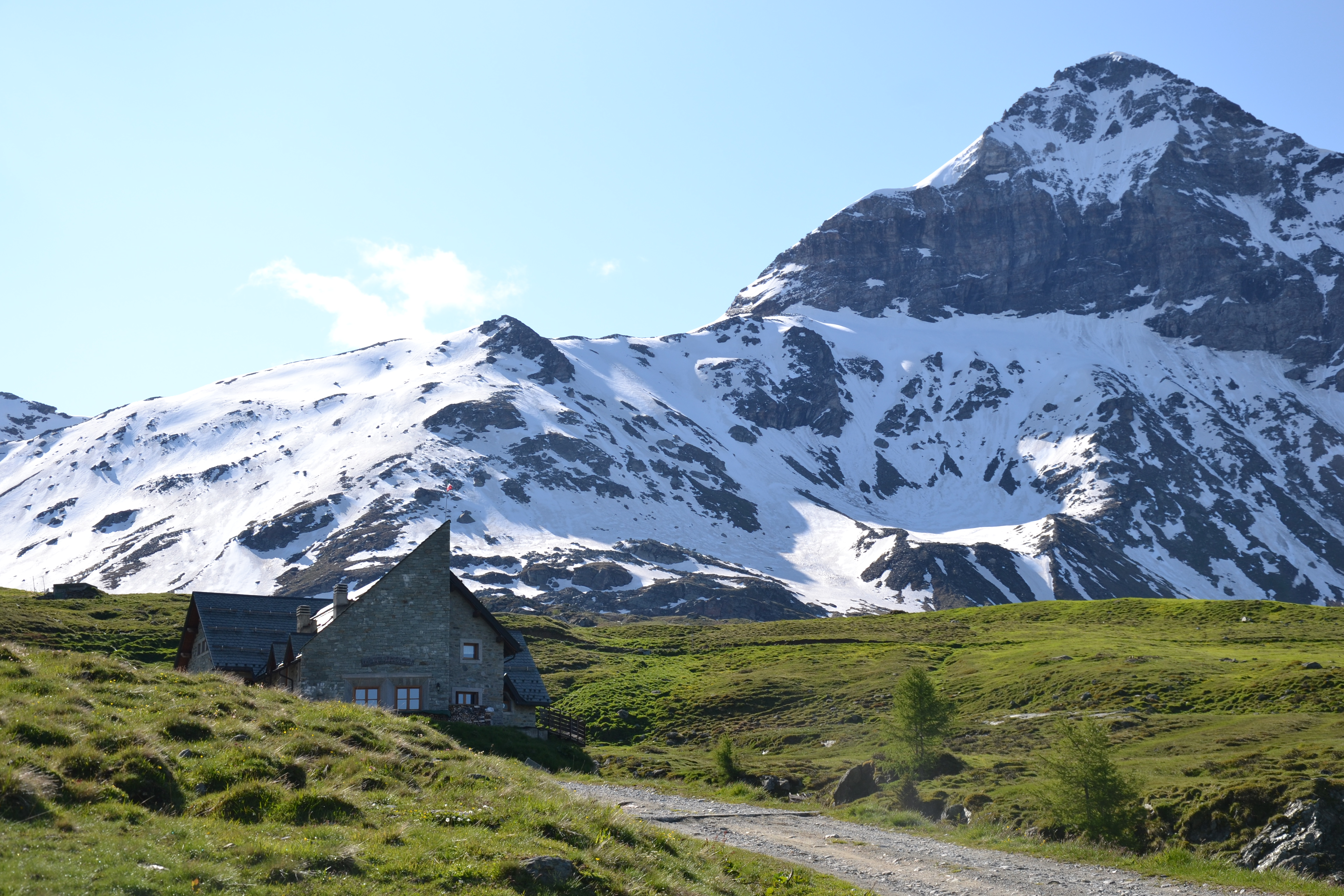
Rifugio Ca' Runcash

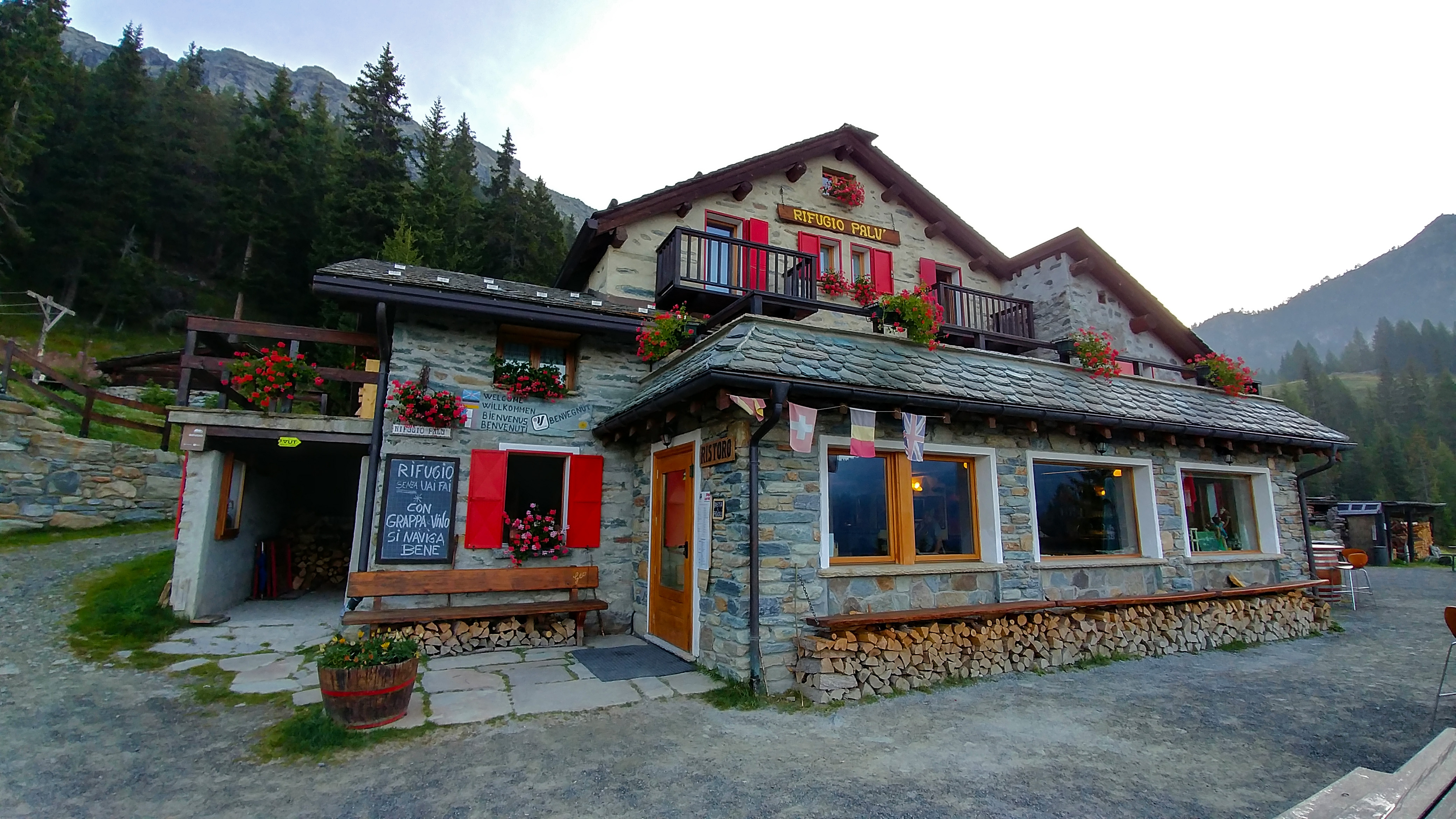
Rifugio Palù

Nel XIX secolo la nascita dell'alpinismo dà il via a attività ricettive e di guide alpine.
Con l'inizio del Regno d'Italia, nel 1861, le ristrettezze economiche portano a una migrazione verso America e Australia anche verso settori connessi come quello minerario.
Le difficoltà economiche del primo dopoguerra e la vicinanza del confine svizzero fondano i presupposti per lo sviluppo del contrabbando, creando un vero e proprio “mestiere”, quello del contrabbandiere, specie attraverso il passaggio notturno presso il passo del Muretto.
Gli anni '60 sono caratterizzati dalla diffusione delle discipline sportive invernali, che portano alla costruzione degli impianti di Caspoggio e Chiesa Valmalenco.

## Società

### Estensione territoriale e comuni

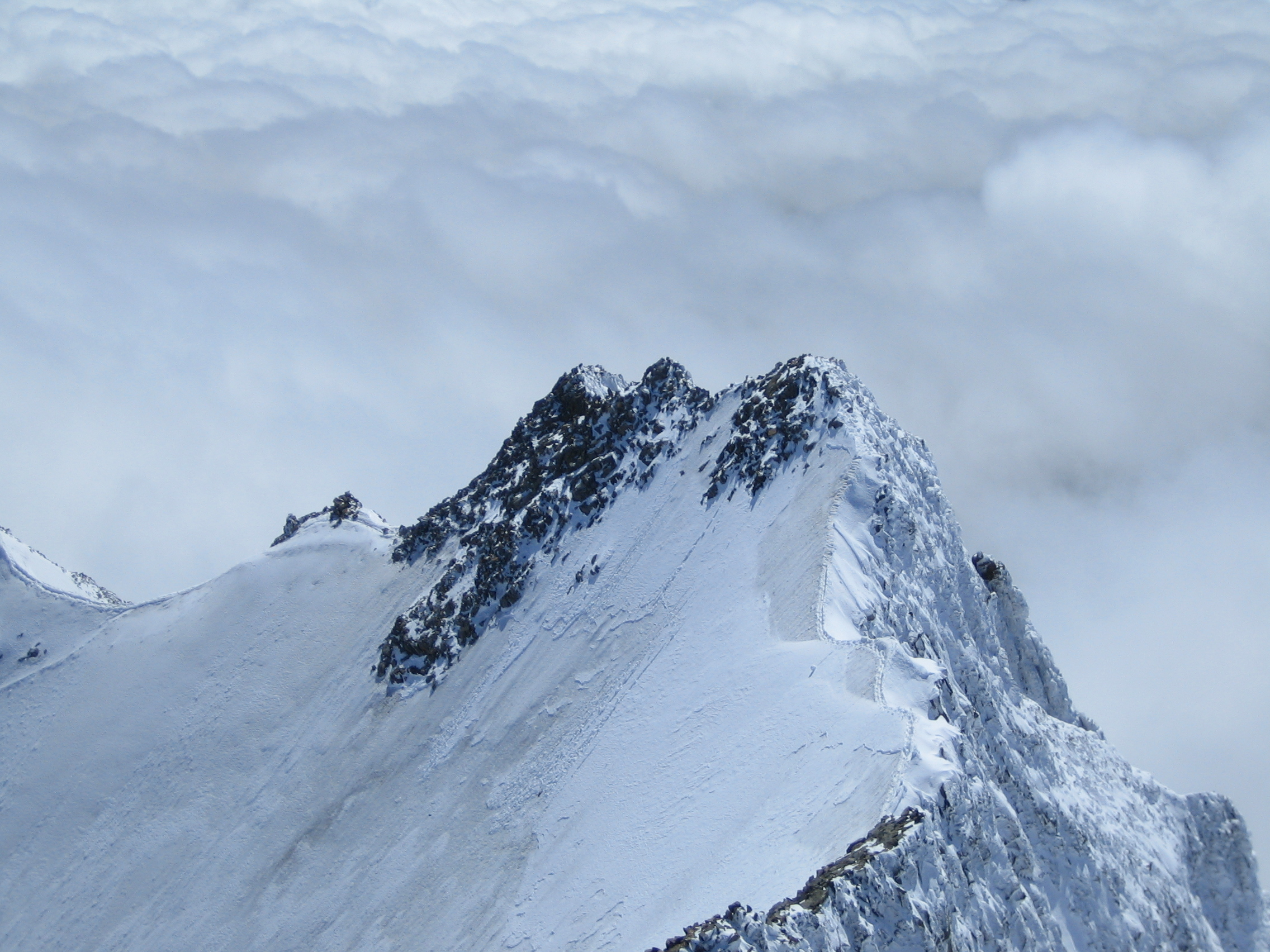
Punta Perrucchetti, cima ma non montagna più alta della Lombardia

Comprende cinque comuni: Caspoggio, Chiesa in Valmalenco, Lanzada, Spriana e Torre di Santa Maria. I due comuni di alta valle (Chiesa Valmalenco e Lanzada) ne occupano circa metà della superficie complessiva, mentre Torre di Santa Maria occupa gran parte della parte inferiore della Valmalenco. Caspoggio e Spriana sono invece considerevolmente più piccoli.
| Stemma | Comune               | Toponimo Valtellinese | Abitanti | Superficie | Densità      |
| ------ | -------------------- | --------------------- | -------- | ---------- | ------------ |
|        | Caspoggio            | Caspoeugg             | 1 367    | 7,31 km²   | 187 ab/km²   |
|        | Chiesa in Valmalenco | Gesa                  | 2 399    | 107,6 km²  | 22,3 ab/km²  |
|        | Lanzada              | Lànsada               | 1 291    | 117,17 km² | 11,02 ab/km² |
|        | Spriana              | Spriana               | 81       | 7,69 km²   | 10,53 ab/km² |
|        | Torre di Santa Maria | La Tur                | 756      | 44,24 km²  | 17,09 ab/km² |

### Dialetto
Il dialetto Malenco, pur avendo radici valtellinesi differisce ampiamente dalle parlate delle altre valli ed è influenzato da Celti, Liguri e Ladini.

## Economia

### Settore Primario

#### Agricoltura
L'agricoltura è poco praticata le attività principali sono l'allevamento di ovini e bovini. Sono presenti diversi allevamenti ittici per la pesca sportiva alla trota.

### Settore Secondario

#### Artigianato
L'artigianato locale è incentrato sulla lavorazione della pietra ollare e del Serpentino, pietre dalle quali si producono ancora le tradizionali Piode e Lavecc, e usate anticamente per utensili domestici e successivamente ad usi decorativi.

### Settore Terziario

#### Turismo
Il turismo costituisce l'attività più sviluppata del settore con diverse strutture ricettive: alberghi, B&B e aree più o meno attrezzate per il campeggio.

##### Rifugi alpini

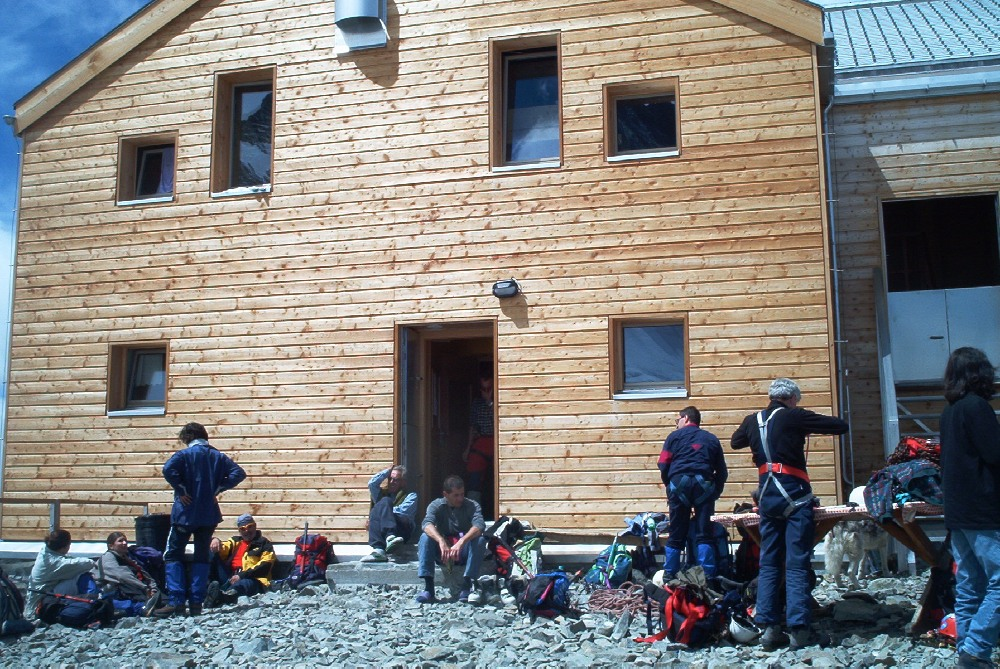
Rifugio Marco e Rosa

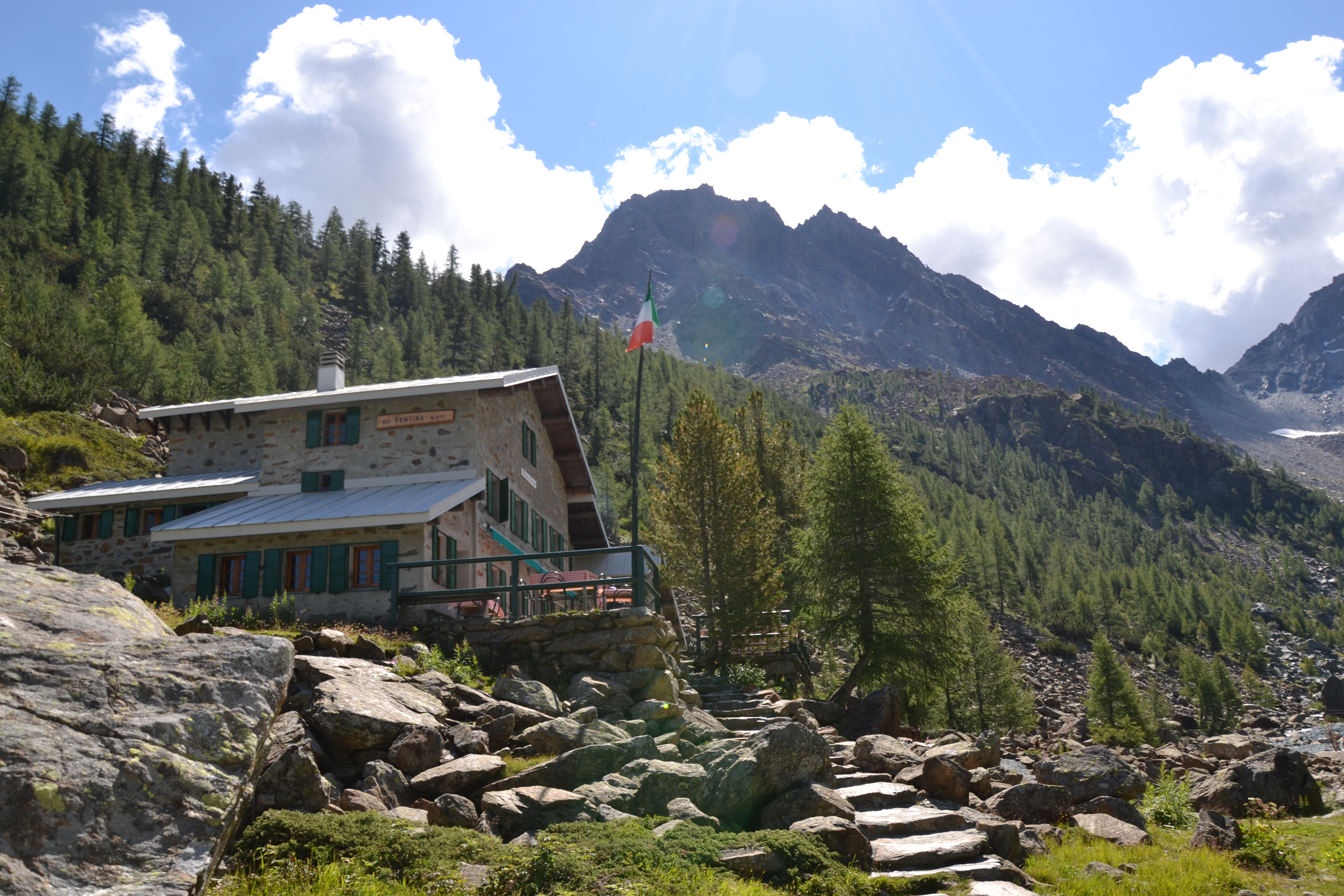
Rifugio Ventina

Per favorire l'escursionismo e la salita alle vette la valle è dotata di diversi rifugi:
- Rifugio Marco e Rosa - 3609 m
- Rifugio Marinelli Bombardieri - 2813 m
- Rifugio Carate Brianza - 2636 m
- Rifugio del Grande Camerini - 2580 m
- Rifugio Antonio ed Elia Longoni - 2450 m
- Rifugio Roberto Bignami - 2401 m
- Rifugio Cristina - 2287 m
- Rifugio Motta - 2236 m
- Rifugio Bosio-Galli - 2086 m
- Rifugio Cesare Mitta all'Alpe Musella - 2021 m
- Rifugio Ventina - 1960 m
- Rifugio Gerli-Porro - 1956 m
- Rifugio Palù - 1947 m
- Rifugio Tartaglione Crispo - 1800 m